# Diocesi di Ösel-Wiek

Mappa della Livonia nel 1260 e della diocesi di Ösel-Wiek (in rosso)

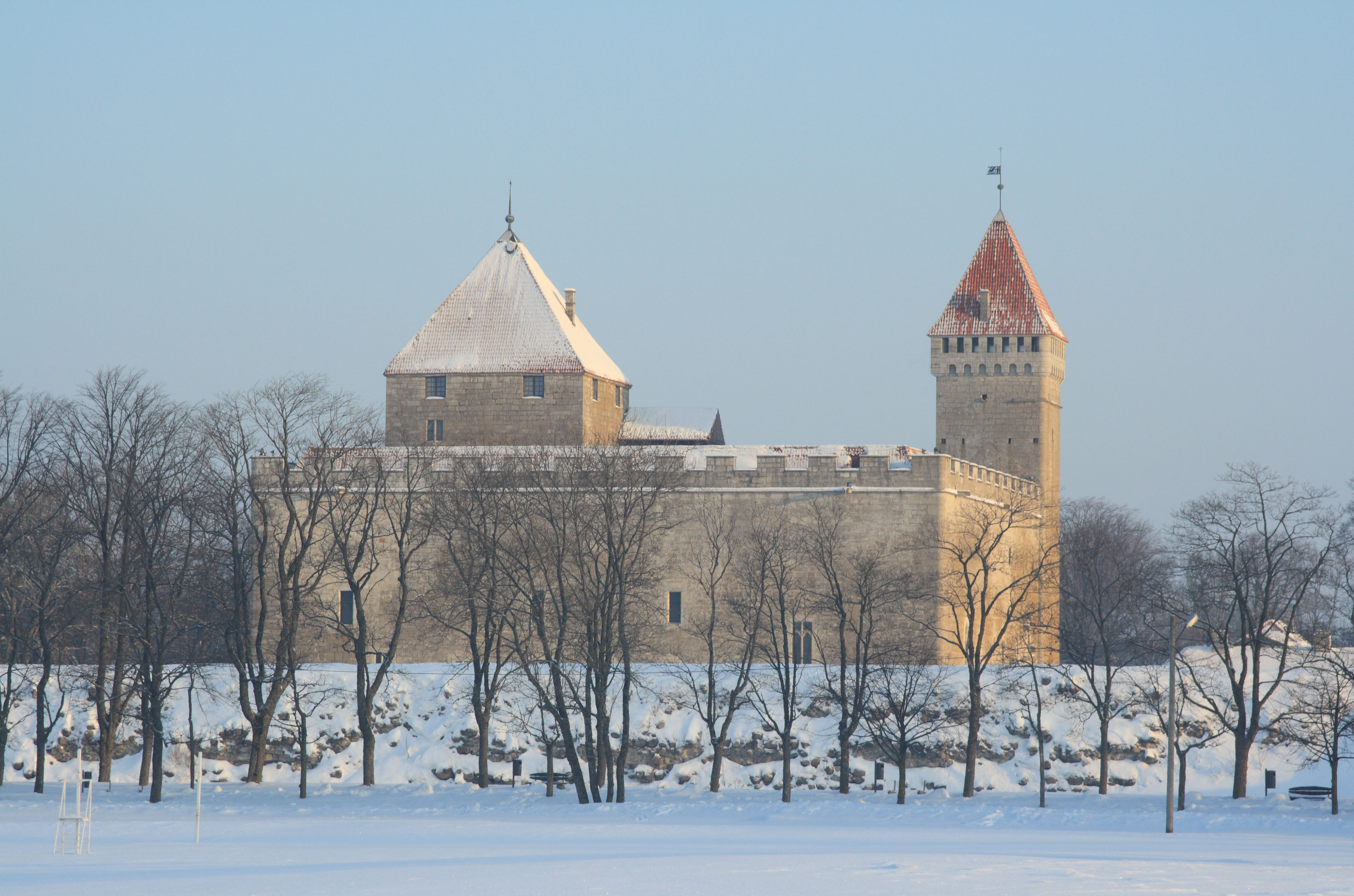
Il castello episcopale di Kuressaare.

La diocesi di Ösel-Wiek (in latino: Dioecesis Osiliensis) è una sede soppressa della Chiesa cattolica.

## Territorio
La diocesi si estendeva nella regione occidentale dell'odierna Estonia, che nel Basso Medioevo era parte della Confederazione della Livonia. Essa comprendeva parte delle attuali contee di Saaremaa (in tedesco: Ösel), Hiiumaa e Läänemaa (in tedesco: Wiek).
La diocesi ebbe diverse sedi vescovili: Leal, Pärnu, Hapsal ed infine il castello di Kuressaare sull'isola di Saaremaa. La cattedrale ed il capitolo dei canonici si trovavano a Hapsal, nel castello episcopale della cittadina.

## Storia
La diocesi fu eretta nel 1228 dal legato papale Guglielmo di Modena.
Nel 1253 Ösel-Wiek entrò a far parte della provincia ecclesiastica dell'arcidiocesi di Riga.
I vescovi di Ösel-Wiek detenevano tanto il potere religioso, quanto quello civile, in quanto Ösel-Wiek era un principato ecclesiastico indipendente.
L'ultimo vescovo in comunione con la Santa Sede fu Johann von Münchhausen, il quale, nel 1560, vendette il principato ai Danesi. Il suo successore fu il fratello del re di Danimarca, Magnus, il quale, essendo già di fede luterana, pose fine di fatto alla diocesi.

## Cronotassi dei vescovi
- Gottfried, O.Cist. † (1227 - 26 luglio 1229 deceduto)
- Heinrich, O.P. † (1235 - 10 marzo 1260 deceduto)
- Hermann von Buxhoeveden † (20 agosto 1262 consacrato - dopo il 5 dicembre 1285 deceduto)
- Heinrich † (10 maggio 1290 - ?)
- Jakob † (1294 ? - gennaio 1307 deceduto)
- Hartung † (prima del 27 febbraio 1312 - circa 1320 deceduto)
- Jakob † (3 marzo 1322 - 1337 deceduto)
- Hermann Osenbrügge † (23 febbraio 1338 - 1363 deceduto)
- Konrad † (24 luglio 1363 - dopo il 1369 deceduto)
- Heinrich † (23 ottobre 1374 - 1383 deceduto)
- Winrich von Kniprode † (28 marzo 1385 - 5 novembre 1419 deceduto)
- Caspar Schuwenflug † (8 gennaio 1420 - 10 agosto 1423 deceduto)
- Christian Kuband, O.Praem. † (10 agosto 1423 - 21 luglio 1432 deceduto)
- Johann Schutte † (22 ottobre 1432 - ? deceduto)
- Johann Creul, O.T. † (20 marzo 1439 - 23 settembre 1454 deceduto)
- Ludolf Grove † (circa 1454 - circa 1458 deceduto)
- Jodokus Hoenstein † (24 luglio 1458 - dopo il 4 giugno 1469 deceduto)
- Peter Wetberg † (17 giugno 1471 - 21 novembre 1491 deceduto)
- Johann Orgies † (26 marzo 1492 - 19 marzo 1515 deceduto)
- Johann Kyvel (Kievel) † (19 marzo 1515 succeduto - prima del 20 maggio 1527 deceduto)
- Georg von Tiesenhausen † (20 maggio 1527 - 12 ottobre 1530 deceduto)
- Reinhold Buxhoeveen † (8 luglio 1532 - 1541 dimesso)
- Johann von Münchhausen † (9 gennaio 1542 - 1560 deposto)